# A Cool, Dry Place
A Cool, Dry Place (titulada Un dilema de amor en Argentina y Padre e hijo en España) es una película dramática estadounidense de 1998 dirigida por John N. Smith y escrita por Matthew McDuffie, basada en la novela Dance Real Slow de 1996 de Michael Grant Jaffe. La película está protagonizada por Vince Vaughn, Monica Potter, Joey Lauren Adams y Bobby Moat. Tuvo un estreno limitado en cines en Estados Unidos el 6 de noviembre de 1998 por 20th Century Fox.

## Trama
Russ, un padre soltero, es despertado por su hijo Calvin, de cinco años, que está empapado después de hacer travesuras bajo la lluvia temprano en la mañana. Limpiarlo hace que Russ llegue tarde a casa de la niñera, quien posteriormente no acepta a Calvin porque su hija está enferma, por lo que se ve obligado a llevarlo con él al trabajo.
Russ tiene que equilibrar su trabajo como abogado con el cuidado de Calvin después de que su esposa los abandonara hace dos años. El padre y el hijo se mudaron a un pequeño pueblo de Kansas desde Chicago después de que el bufete de abogados corporativos de Russ lo despidiera por no estar siempre disponible debido a su hijo. Aunque Russ tiene mucha experiencia en la sala del tribunal, como es nuevo en Kansas, se le asignó el caso menos atractivo. Este bufete de abogados más pequeño lo contrató gracias a su excompañero de cuarto de la universidad, Bob. La clienta Joyce Ives se estrelló con su auto de su marido Larry contra la fachada de un restaurante, por engañarla con Carol, una camarera del lugar. Está intentando demandar al restaurante.
Calvin recibe una postal de su madre diciendo que lo extraña, y las envía con frecuencia, aunque las dejó hace 18 meses. El abuelo le envía a Calvin un tipo de medusa desde Florida. Aunque llega muerta, Calvin quiere quedársela y la llama «Mamá». Kate llama, queriendo hablar con él, pero Russ no la deja.
Russ también entrena al equipo de baloncesto de la escuela secundaria local. Manda a la banca al irrespetuoso Noah por sus frecuentes ausencias de la práctica. Cuando Russ y Calvin están en la ciudad, Beth, la hermana mayor de Noah, arroja una bolsa de comida para perros en el parabrisas de Russ en represalia. Asusta a Calvin, pero se ofrece a compensar al niño llevándolo a montar a caballo.
Luego, durante el almuerzo, Beth invita a salir a Russ. Como la niñera no está disponible, les prepara la cena y pasa la noche con ellos. Después de que Calvin se queda dormido, Beth y Russ entablan una relación romántica. Esto se ve interrumpido cuando Kate reaparece, queriendo reanudar su vínculo con su hijo. Ella llama cuando Beth todavía está allí a la mañana siguiente, mientras Russ se ducha, por lo que se va abruptamente. Kate aparece minutos después. Ella dice que está disponible mientras él admite que está saliendo con alguien.
Russ comienza a sentirse dividido entre las dos mujeres y sobre qué hacer con Calvin. La repentina vuelta de Kate lo lleva a dudar de su capacidad para criar a su hijo por sí solo y de sus propias habilidades como padre. Después del tercer día de visita, ella se queda hasta tarde, por lo que él la deja pasar la noche.
Una llamada por la noche de la policía hace que Russ salga a recoger a Noah, que sufrió una colisión y está borracho. Lo deja dormir en la sala de estar. Más tarde esa noche, justo cuando Russ comienza a pensar que podría reconciliarse con Kate, ella confiesa que no sólo se ha enamorado de otra persona, sino que probablemente nunca lo amó.
Por la mañana, Beth viene a recoger a Noah y se encuentra con Kate. Aunque Russ insiste en que las cosas con Kate han terminado, Beth le dice que no quiere verse atrapada en esa situación y se retira.
Mientras Russ está en Dallas entrevistándose para el trabajo de sus sueños en un importante bufete de abogados, deja a Calvin con la niñera. A su regreso, cuando va a recogerlo, descubre que Kate se ha escapado recientemente con Calvin a Cincinnati.
Cuando Russ se da cuenta de que el niño ha desaparecido, habla con Beth, quien lo convence de que Calvin lo necesita y debe intentar recuperarlo. Russ rechaza el trabajo en Dallas y conduce hasta Cincinnati. Kate le entrega a Calvin después de reconocer que no puede manejarlo, y él y Calvin regresan a Kansas.

## Reparto
- Vince Vaughn como Russell Durrell
- Monica Potter como Kate Durrell
- Joey Lauren Adams como Beth Ward
- Bobby Moat como Calvin Durrell
- Devon Sawa como Noah Ward
- Dean McDermott como Alguacil Pritchard
- Ben Bass como Agente de colocación
- Nicholas Campbell como Frankie Gooland
- Siobhan Fallon como Charlotte
- Jenny Robertson como Joyce Ives
- Todd Louiso como Bob Harper
- Skipp Sudduth como Jack Newbauer
- Jennifer Irwin como Connie Harper
- Aleksa Palladino como Bonnie
- Beth Littleford como Suzanne
- Chris Bauer como Larry Ives
- Janet Kidder como Crystal
- John Lefebvre como Cob Whitman

## Producción
El autor Michael Grant Jaffe escribió el manuscrito de su novela Dance Real Slow a principios de la década de 1990 mientras trabajaba como reportero en Sports Illustrated. Antes de que se publicara la novela en 1996, Fox 2000 Pictures consiguió los derechos cinematográficos por una suma de seis cifras. Matthew McDuffie luego adaptó el libro a un guion. La película pasó a llamarse A Cool, Dry Place, que era el título original de Jaffe para su libro.
Inicialmente se seleccionó a Chris O'Donnell para el papel principal, pero la boda del actor se superpuso con el calendario de filmación, además de que algunos productores lo consideraron demasiado joven. La película se rodó en Ontario, en locaciones como Toronto y la ciudad de Lindsay (ahora parte de la ciudad de Kawartha Lakes). Vince Vaughn reflexionó sobre la trama: «Es el tema de nuestra generación: formar una familia versus ser egoísta con la carrera. Cuando te va bien en el trabajo, dices: "¿No sería genial tener a alguien con quien compartirlo?". Cuando tienes una buena relación, dices: "Sería mucho más feliz si consiguiera ese ascenso"».

## Recepción
En el sitio web de recopilación de reseñas Rotten Tomatoes, el 54 % de las reseñas de 13 críticos son positivas, con una calificación promedio de 5,5/10.